# 한달문 옥중서한
한달문 옥중서한은 대한민국 전라남도 화순군 도암면에 있는 전적이다. 2007년 1월 5일 화순군의 향토문화유산 제31호로 지정되었다.